# Puig d'en Ponç (Jafre)
El Puig d'en Ponç és una muntanya de 37 metres que es troba al municipi de Jafre, a la comarca catalana del Baix Empordà.